# Борогонци
Борогонци (рус. Борого́нцы) мање је урбано насеље и административни центар Уст-Алданског рејона у централном делу Јакутије. Смештен је на 127 километара сјевероисточно од Јакутскa.
Према једној верзији име насеља долази од имена племена Борјигин, и монголског је порекла.
Село се налази у највећој геолошкој аласи на свету у Мјурјуу.
Насеље има 5.222 становника (2013).

## Становништво
| 1959. | 1970. | 1979. | 1989. | 2002. | 2010. |
| ----- | ----- | ----- | ----- | ----- | ----- |
| 2.286 | 3.621 | 4.268 | 4.847 | 5.458 | 5.222 |